# Ак арна
Ақ арна (рус. Светлые истоки) — областная общественно-политическая газета на казахском и русском языках, издающаяся в Астраханской области, Россия. Газета освещает общественно-политические события, происходящие в области, а также публикует материалы по истории и культуре казахов. Учредителями газеты являются областная администрация и казахское общество «Жолдастык».
Тираж газеты в 2003 году составлял 1 тыс. экземпляров.
Газета основана в 1991 году. Первоначально выходила как приложение к областной русскоязычной газете «Астраханские известия». Первым редактором газеты стал поэт и журналист Мажлис Муханбетжанович Утежанов. В 2009 году коллектив газеты был награждён губернаторской премией в области культуры имени Курмангазы Сагырбаева. 